# Kai Bülow
Kai Bülow, född den 31 maj 1986 i Rostock, är en tysk fotbollsspelare. Bülow spelar som back och mittfältare. Hans moderklubb är FSV Bentwisch, men han gick redan vid nio års ålder till FC Hansa Rostocks ungdomsorganisation. Mellan 2005 och 2010 spelade han 130 matcher för klubbens a-lag. När Hansa Rostock åkte ur 2. Bundesliga 2010 lämnade Bülow klubben för att spela i 2. Bundesligaklubben 1860 München säsongen 2010/2011.
Han har spelat 5 U21-landskamper för Tyskland till och med maj 2009.